# فنسنت ماثيوز (سياسي)
فنسنت ماثيوز هو محامي وسياسي أمريكي، ولد في 29 يونيو 1766، وتوفي في 23 أغسطس 1846 في روتشستر في الولايات المتحدة. انتخب عضو جمعية ولاية نيويورك ‏ وانتخب عضو مجلس ولاية نيويورك ‏ وانتخب عضو مجلس النواب الأمريكي ‏.